# Schiffdorf
Schiffdorf is een gemeente in de Duitse deelstaat Nedersaksen. De gemeente maakt deel uit van het Landkreis Cuxhaven.
Schiffdorf telt 14.474 inwoners.

## Geografie

De gemeentedelen van Schiffdorf. Sellstedt is rood gemarkeerd.

De gemeente Schiffdorf ligt in het noorden van Duitsland, ten oosten van Bremerhaven. De gemeente bestaat uit 8 Ortschaften:
- de hoofdplaats Schiffdorf, met op 31 december 2024 volgens de gemeentelijke website[2]  3.866 inwoners
- Spaden aan de noordoostelijke rand van Bremerhaven, 4.706 inw.
- Bramel, 704 inw.
- Geestenseth, 999 inw.
- Laven, 123 inw.
- Sellstedt, 2.015 inw.
- Wehdel, 2.343 inw.
  - Altluneberg, ca. 250 inw., een Ortsteil van Wehdel, ten noorden van het dorp van die naam
- Wehden, in het uiterste noorden, 598 inw..

Gemeentetotaal volgens bovenvermelde bron: 15.354 personen per 31-12-2024.

## Verkeer en infrastructuur

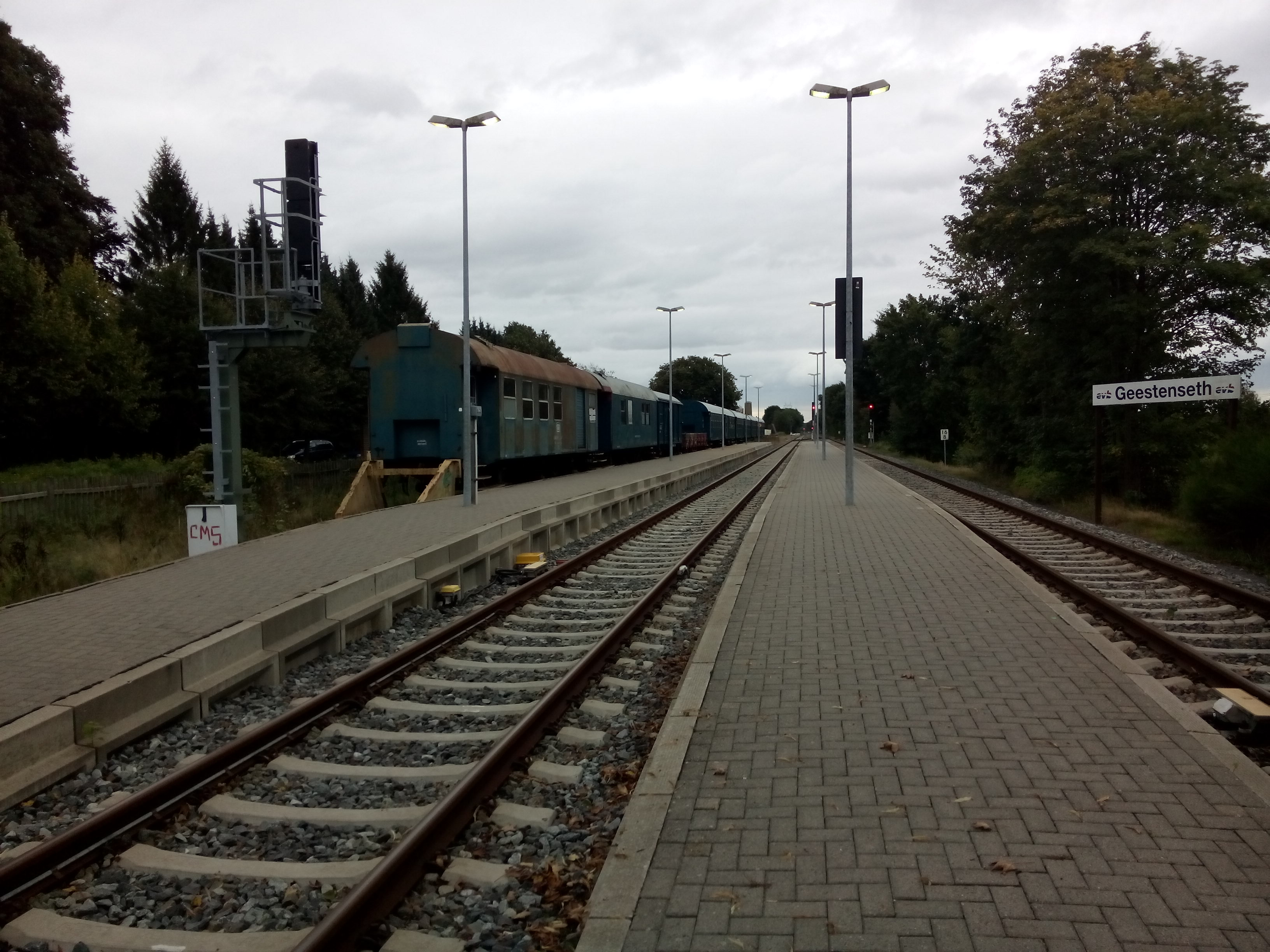
Station Geestenseth
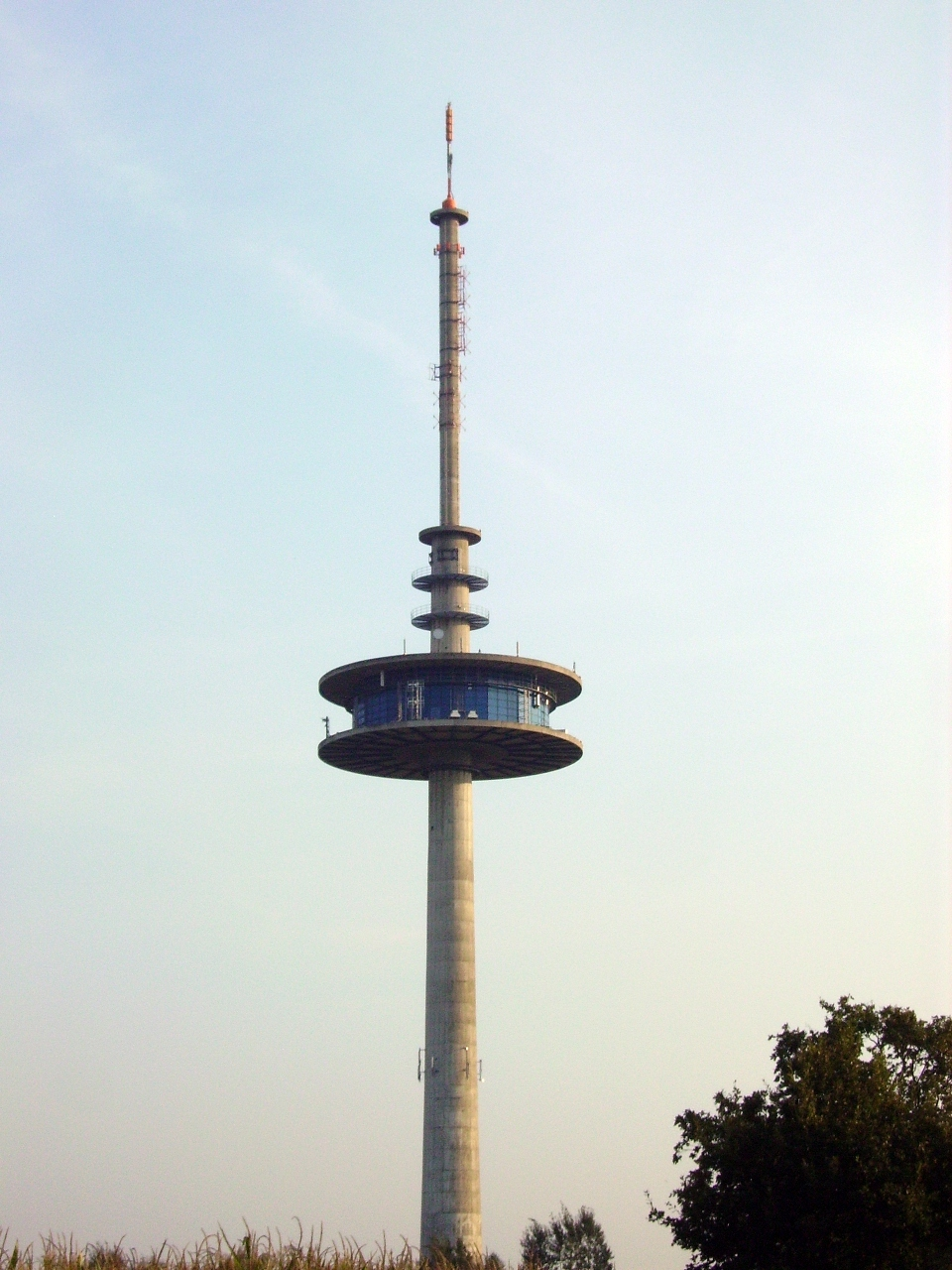
Telecom-toren Schiffdorf
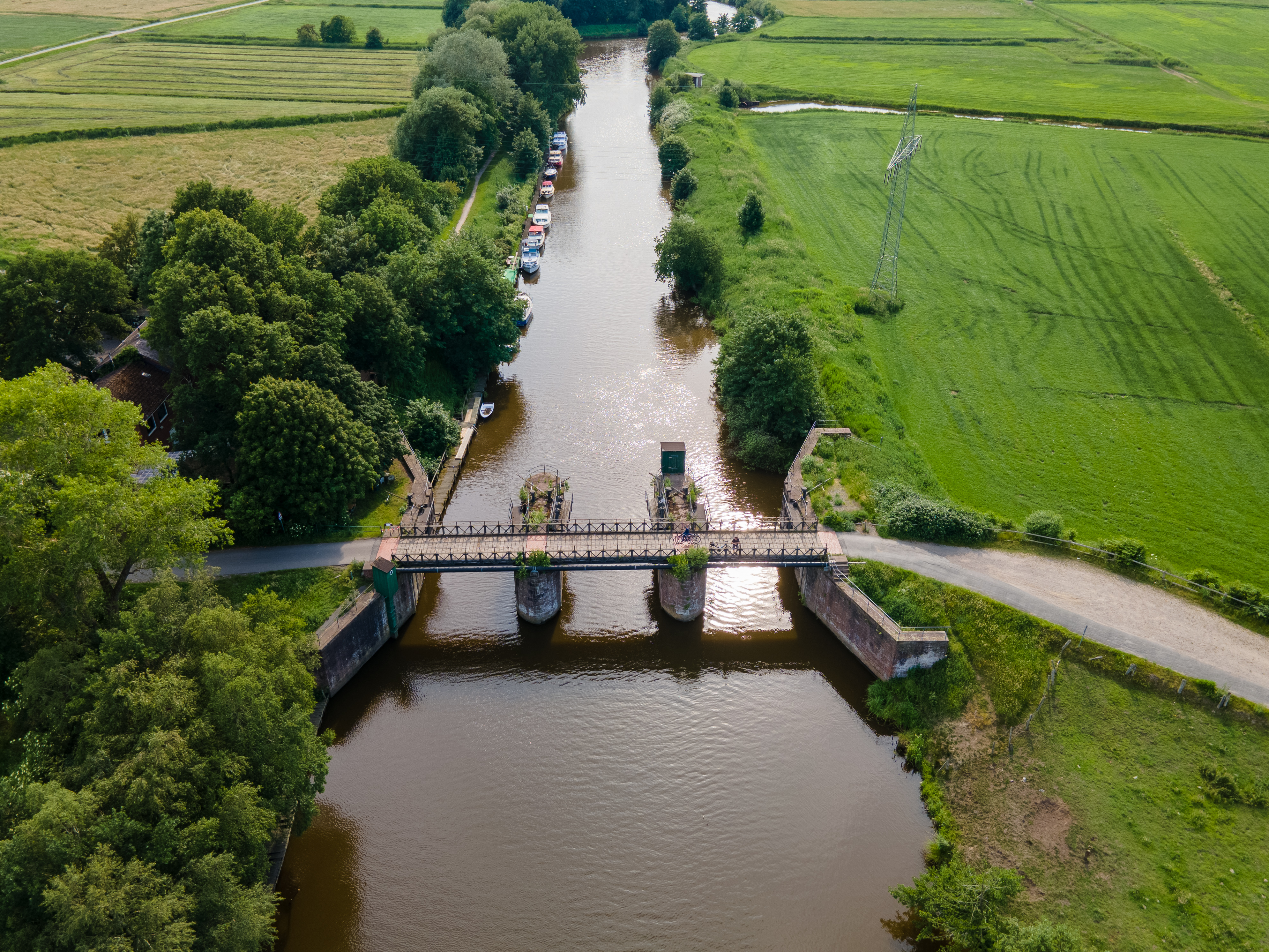
Buiten gebruik gestelde sluis in de Geeste

Langs het westen van de gemeente loopt in noord<->zuid-richting de Autobahn A27. De afritten nummers 5, 6 en 8 leiden naar o.a. respectievelijk Wehden, Spaden en Schiffdorf-dorp.
Aan de spoorlijn Bremerhaven-Wulsdorf - Buchholz liggen in de gemeente Schiffdorf drie kleine stations, te Sellstedt, Wehdel en Geestenseth, op respectievelijk 7½, 13 en 17 km ten oosten van station Bremerhaven-Wulsdorf. Er zijn regelmatige streekbusverbindingen met Bremerhaven, waarvan echter een deel als schoolbus rijdt. Voor lokaal busvervoer rijden er belbussen.
In de gemeente staat een 163 meter hoge telecommunicatietoren (radio, TV, telefonie enz.) De toren is niet toegankelijk voor het publiek. De voet van de toren ligt op 7 meter boven de zeespiegel.
Door de gemeente loopt de Geeste, een kleine zijrivier van de Wezer. Deze is boven kilometerpunt 25, gerekend vanaf Bremerhaven, alleen voor kleine roeibootjes, kano's e.d. bevaarbaar; stroomafwaarts van dit punt kunnen er in principe ook kleine binnenvaartschepen op varen. Door aanleg van grote waterwerken in het aangrenzende Bremerhaven is de bevaarbaarheid van de Geeste verbeterd en de kans op overstromingen kleiner geworden.

## Economie
De gemeente Schiffdorf is economisch niet zeer belangrijk; eigenlijk is het een voorstadgemeente van Bremerhaven. Belangrijkste middel van bestaan is de landbouw. Ook wonen in de gemeente veel mensen, die een baan in Bremen of Bremerhaven hebben, en die dus woonforensen zijn.
De plaatselijke bedrijventerreinen zijn in gebruik voor lokaal midden- en kleinbedrijf. Eén van de grote winkelcentra van Bremerhaven, met meubel- en DHZ-zaken en grote supermarkten, staat te Spaden. Industrie ontbreekt.
In de gemeente is enig toerisme, vooral rondom de recreatieplas Spader See.

## Geschiedenis
Het gebied is al sinds de Jonge Steentijd bewoond geweest. Dragers van de Trechterbekercultuur (3500-2800 v.Chr.) richtten er hunebedden op, waaronder het fragmentarisch bewaard gebleven Großsteingrab Wehden. In de eerste eeuwen van de jaartelling woonden in deze streek Germanen, en wel Chauken; dit volk ging in de vroege middeleeuwen op in het stammenverbond van de Saksen. In het gebied speelden zich in de middeleeuwen twisten met Friese en andere vrijheidslievende, dan wel opstandige boeren af. Zie ook: Kruistocht tegen de Stedingers.
Van 1971 tot 1994 was te Schiffdorf een kazerne van de Luftwaffe aanwezig. De militairen bedienden en onderhielden er luchtafweergeschut. Na de sluiting in 1994 werd de kazerne tot woonzorgcentrum voor ouderen verbouwd.

## Bezienswaardigheden
- De evangelisch-lutherse Martinikerk te Schiffdorf dateert uit de late middeleeuwen, vermoedelijk de 14e eeuw. In het interieur valt een altaarstuk van houtsnijwerk op, dat vermoedelijk kort vóór het jaar 1500 werd gemaakt.
- Het molenmuseum is gevestigd in een windmolen, type achtkante bovenkruier te Schiffdorf, in het plaatselijk dialect de ole Griese (de oude grijze) von Schipdorp, genoemd. In de molen kan men ook in het huwelijk treden.
- Recreatieplas Spader See ten oosten van Spaden biedt strandvermaak en enige watersportrecreatie. In de omgeving ervan liggen bossen, waarin men kan wandelen. Bij de plas ligt een grote camping.
- Enige natuur-, vooral veenreservaten; zie de artikelen over de Ortsteile van Schiffdorf

### Toneelproject vanuit Geestenseth
Het stationnetje van Geestenseth is de thuisbasis van een bijzonder Duits toneelproject, genaamd Das letzte Kleinod. Een toneelgroep beschikt er over een oceaanblauwe trein met 10 wagons, de Ozeanblaue Zug, waarmee acteurs, rekwisieten, catering, licht- en geluidstechniek vervoerd kunnen worden naar de speellocaties; de acteurs kunnen ook in de trein overnachten en douchen. De vaak maatschappijkritische toneelstukken behandelen mensen tegen de achtergrond van historische gebeurtenissen, waarvoor de regisseur van tevoren geschiedkundige research verricht. De toneelstukken worden 's zomers opgevoerd, indien mogelijk zo dicht mogelijk bij de locatie, waar het historische verhaal zich afspeelt, vaak op onherbergzame plekken, en niet altijd in Europa.  In 2016 ontving dit project de prestigieuze Theaterpreis des Bundes 2015.
Zie de Duits- en Engelstalige website van het project: www.das-letzte-kleinod.de/

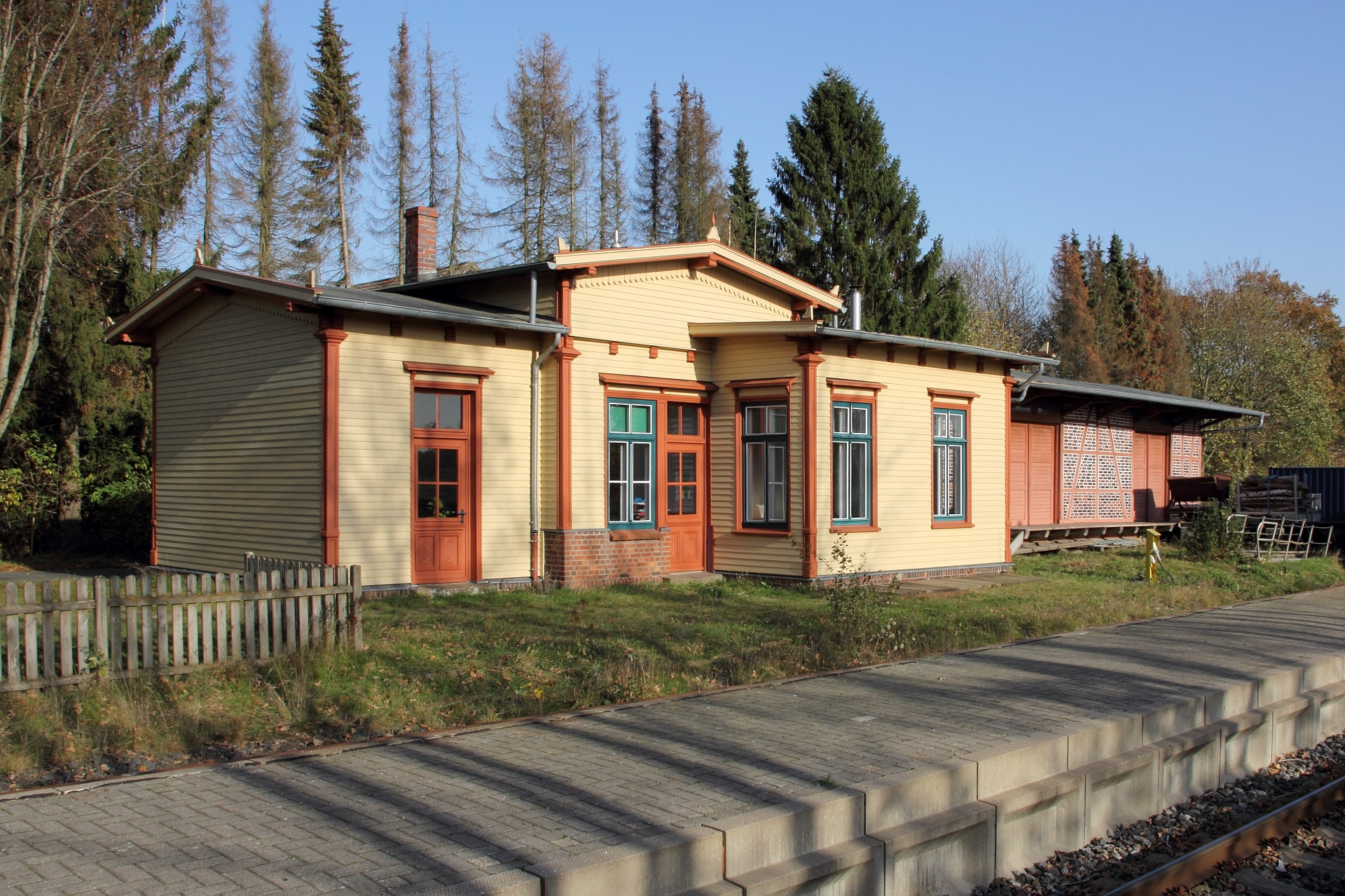
Station Geestenseth (foto uit 2020)
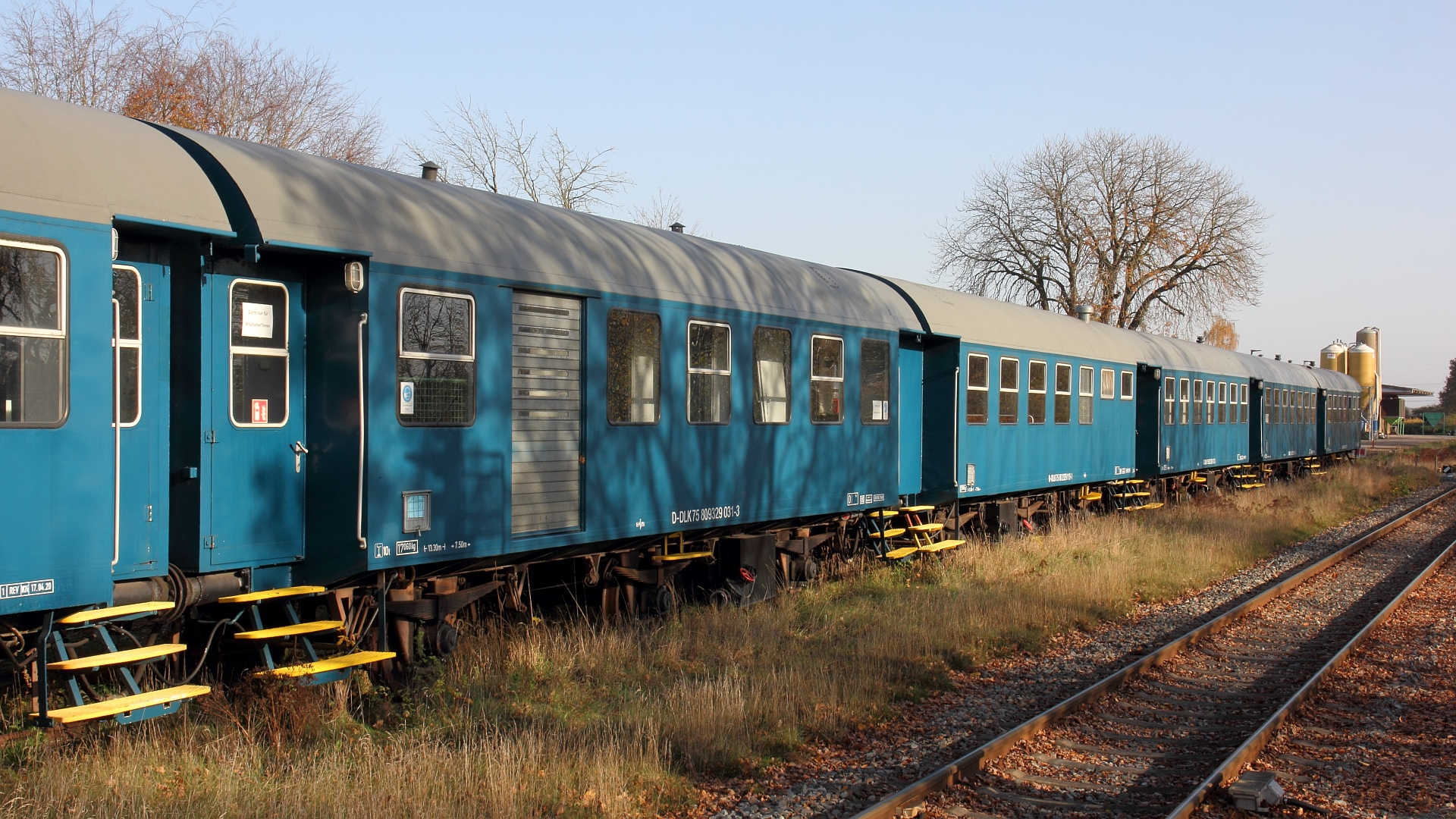
De oceaanblauwe trein van toneelproject Das letzte Kleinod

## Afbeeldingen

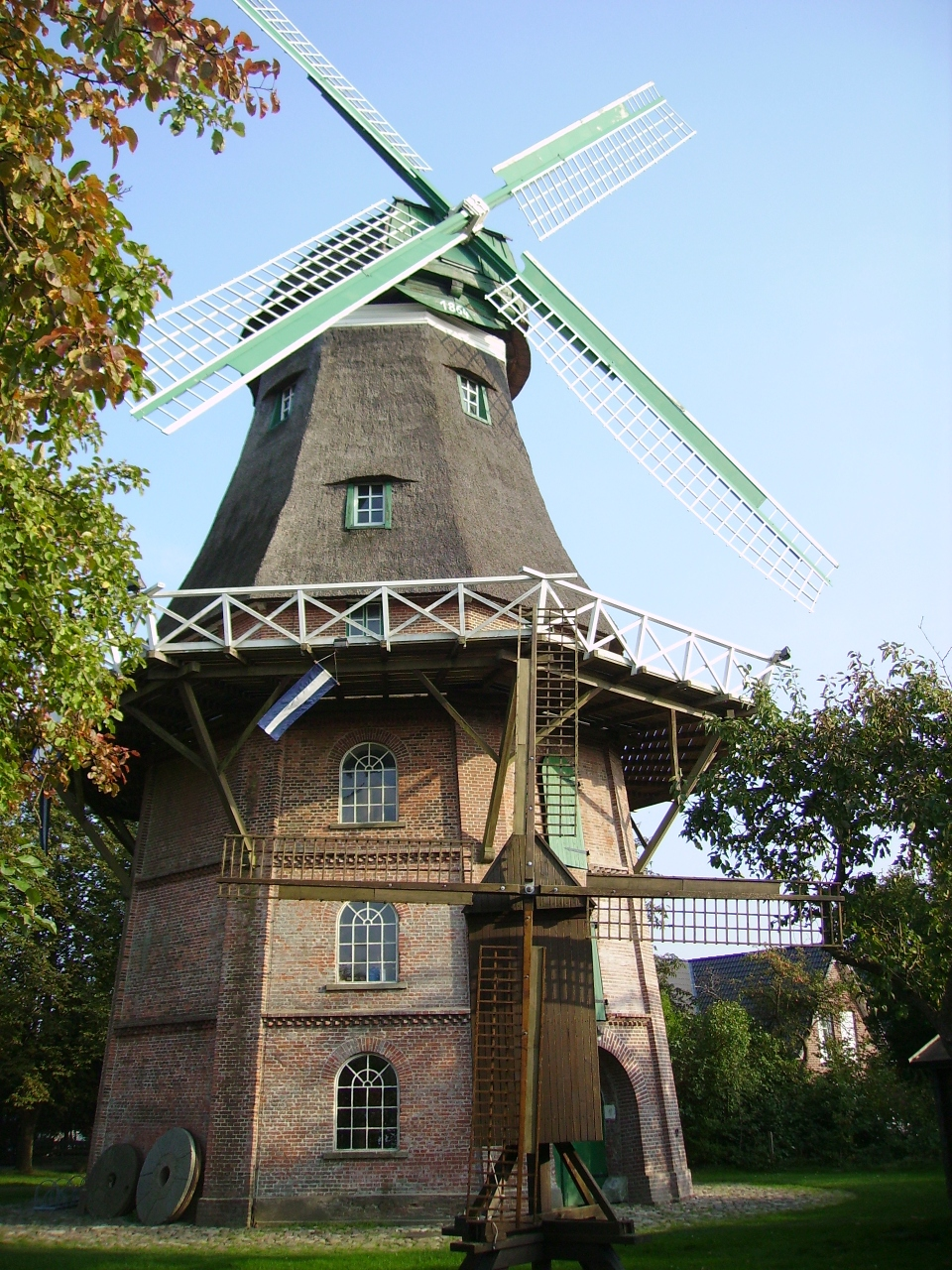
Molen te Schiffdorf
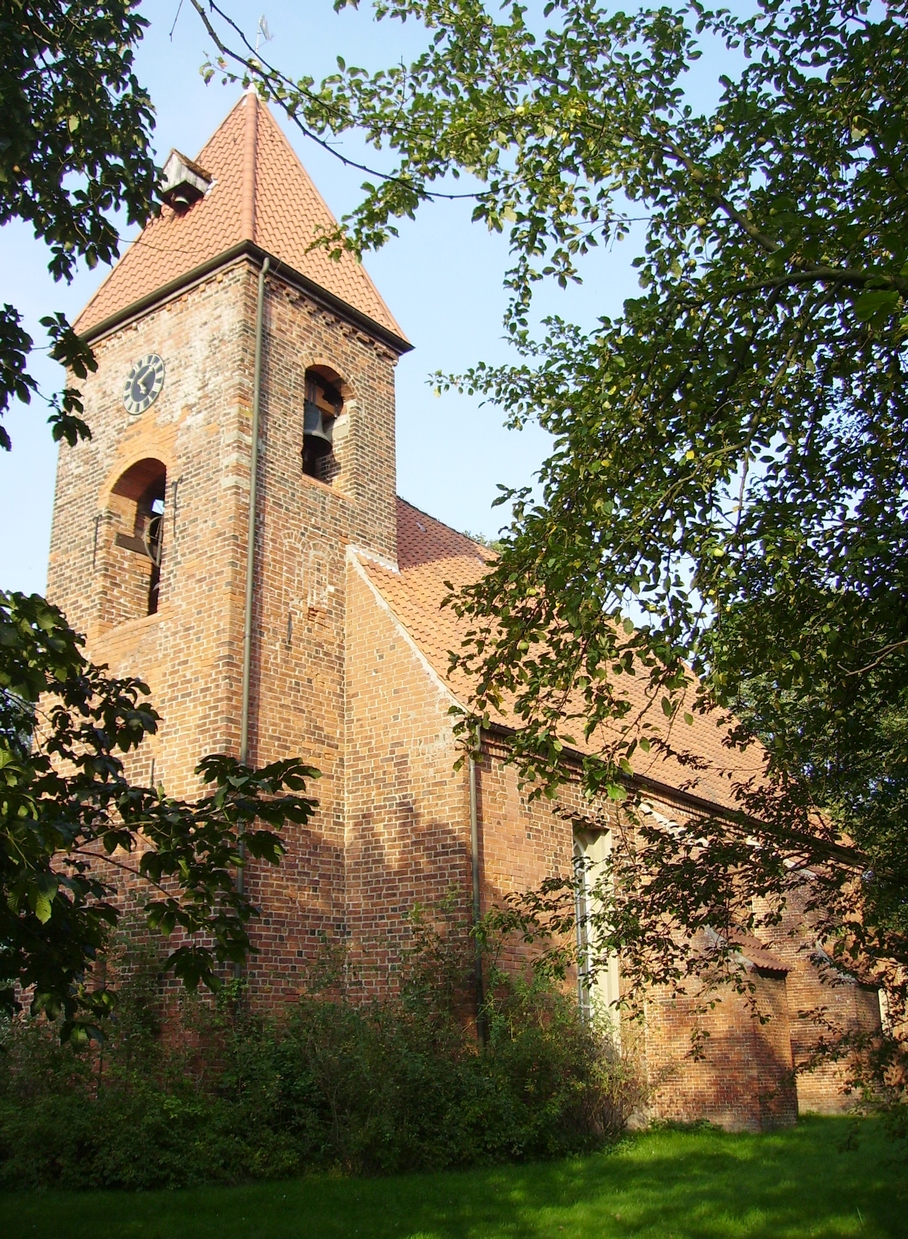
Martinikerk te Schiffdorf
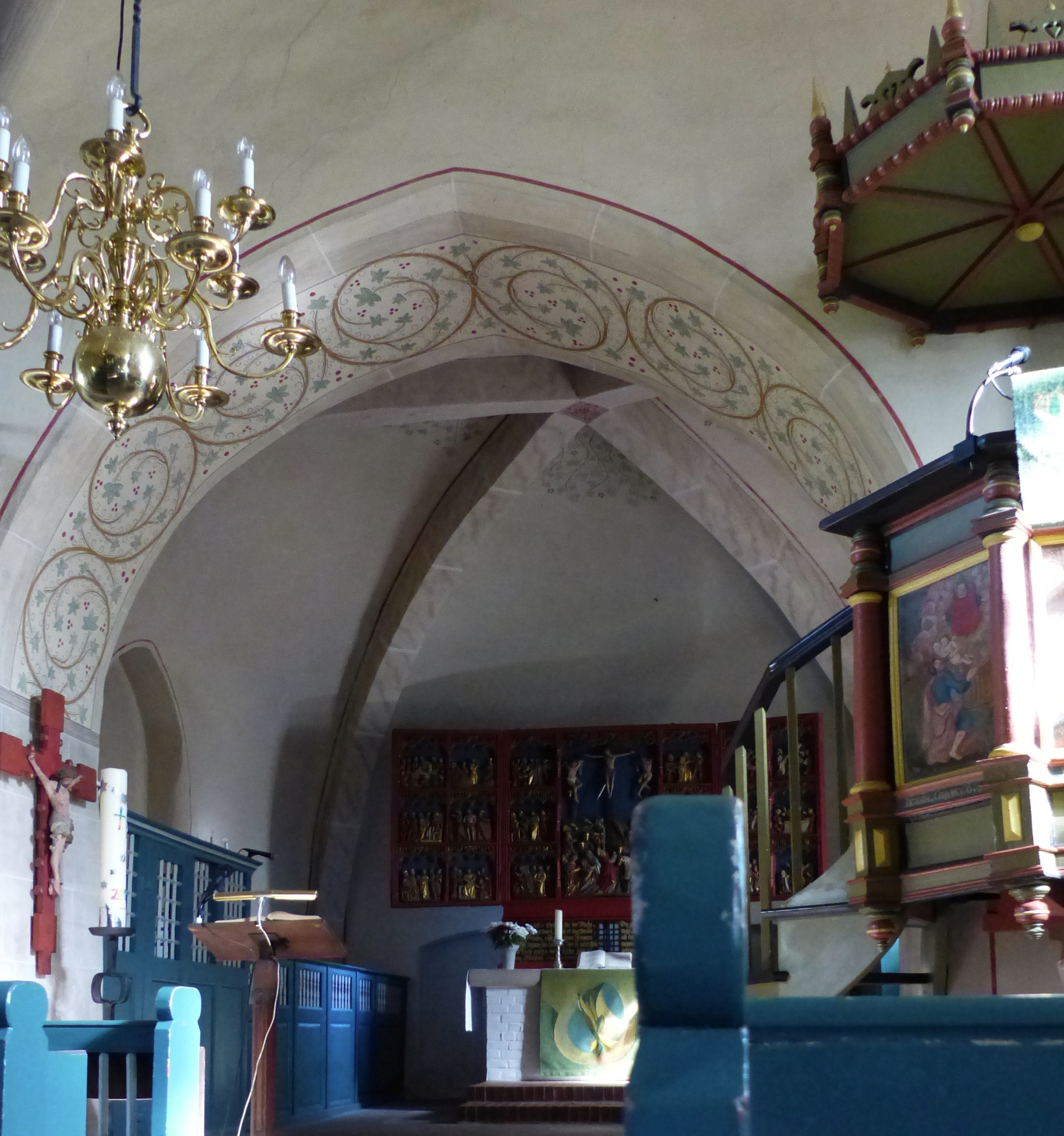
Interieur van dit kerkgebouw
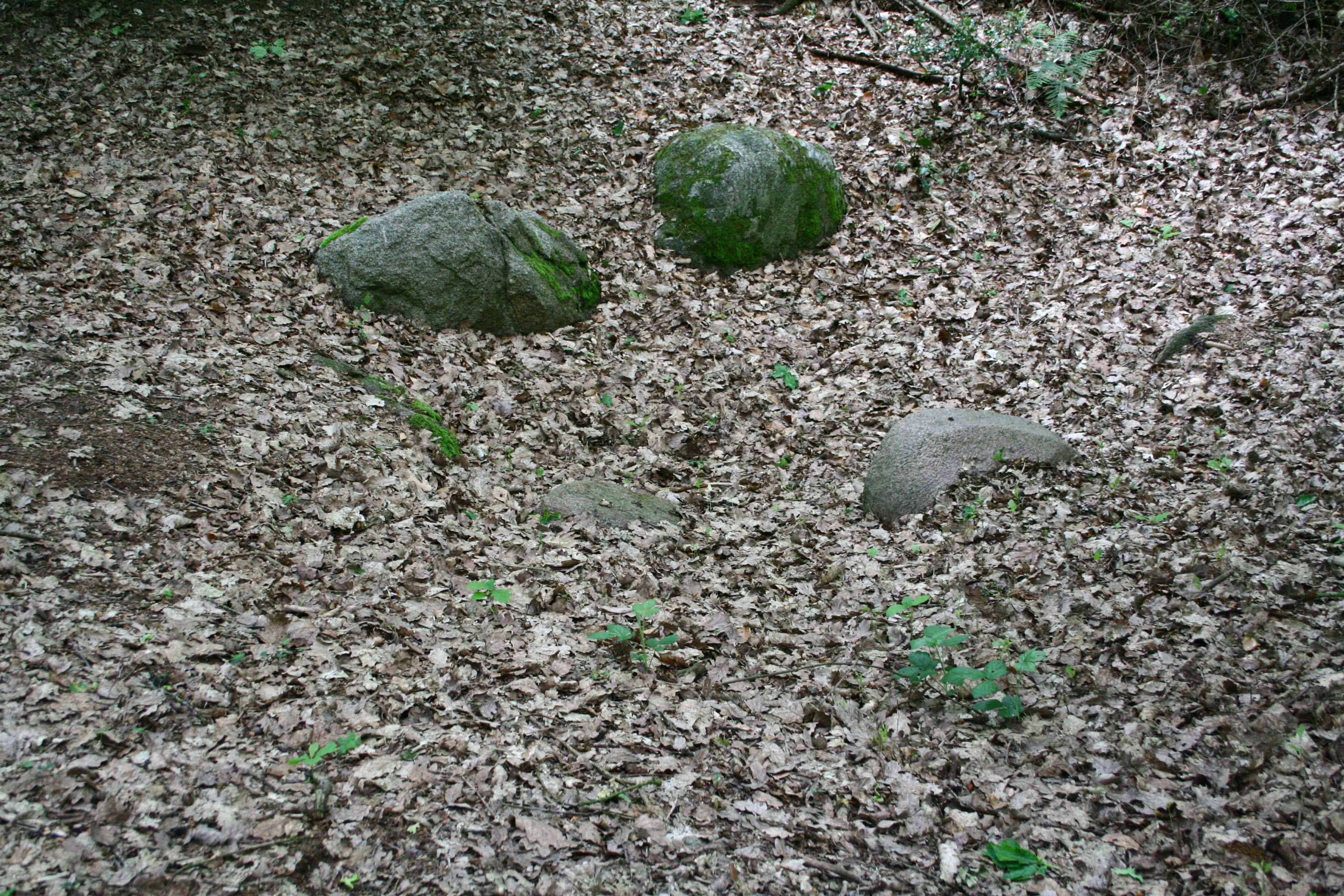
Restant Großsteingrab Wehden (Sprockhoff-nummer 611)

- Gemeinsame Normdatei: 4561181-6
- Library of Congress Control Number: n98078984
- MusicBrainz: cd7e7b3d-8dbc-4df3-b554-2f168c03d418
- Nationale Bibliotheek van Israël: 987007538063405171
- Virtual International Authority File: 151451637
- WorldCat: E39PBJjxrW3gB9JhTv33fVKGHC